# Shiksa
Shiksa (em iídiche: שיקסע, polonês: siksa) ou shikse, é uma palavra iídiche e polaca (também traduzida como чикса em russo), sendo assimilada pelo inglês, principalmente na cultura judaica da América do Norte, em que pode ser usado como um termo pejorativo para designar originalmente mulheres não-judias.  
Nem todas as mulheres gentias não-judias são referidas como shiksas, apenas aquelas que estão interagindo com o Judaísmo de alguma forma, como por exemplo, encontrando-se com homens judeus, casando-se com um judeu, etc.  
Normalmente (embora não exclusivamente) "shiksa" refere-se a uma mulher atraente, o tipo que mais facilmente pode seduzir os homens e os meninos judeus para desviar-se de mulheres de sua própria fé.  
Entre os judeus ortodoxos, o termo pode ser usado para descrever jovens mulheres judias que não seguem preceitos religiosos ortodoxos. O termo equivalente para um homem não judeu, usado com menos frequência, é shegetz.  Devido à descendência matrilinear judaica , muitas vezes há menos tabu associado aos homens não judeus.  